# Odo (Zvjezdane staze)
Odo je fiktivni lik iz franšize Zvjezdane staze koji se pojavljuje se u serijalu Deep space 9. Glumi ga Rene Auberjonois.

## Vanjske poveznice
- Memory Alpha - Odo  Arhivirana inačica izvorne stranice od 15. lipnja 2010. (Wayback Machine)
- Star Trek - Odo  Arhivirana inačica izvorne stranice od 13. lipnja 2010. (Wayback Machine)